# Tyler Linderbaum
Tyler Linderbaum (Solon, Iowa, 7 de abril de 2000) es un jugador profesional estadounidense de fútbol americano, se desempeña en la posición de center en Baltimore Ravens, en la National Football League (NFL).

## Carrera
Fue seleccionado en la Reunión Anual de Selección de Jugadores de la NFL de 2022. Hizo su debut profesional con el equipo Baltimore Ravens, lleva jugando dos temporadas.